# 梅希特森
梅希特森是德国下萨克森州的一个市镇。总面积14.42平方公里，总人口653人，其中男性318人，女性335人（2011年12月31日），人口密度45人/平方公里。